# عدد ترتیبی

نمایش اعداد ترتیبی تا. هر دور از این مارپیچ مایشگر یک توان از است.

در نظریه مجموعه‌ها، عدد ترتیبی (به انگلیسی: Ordinal Number) تعمیم مفهوم اعداد طبیعی است که برای توصیف راهی برای مرتب‌سازی گردایه ای از اشیاء به کار می‌رود. هر گردایه متناهی از اعداد را می‌توان صرفاً با فرایند شمردن مرتب کرد، یعنی برچسب زنی اشیاء با اعداد طبیعی متمایز؛ لذا اعداد ترتیبی «برچسب» های مورد نیاز برای مرتب کردن گردایه ای از اشیاء به کار می‌رود.
یک عدد ترتیبی برای توصیف نوع ترتیب یک مجموعه خوش-ترتیب به کار می‌رود (گرچه که این تعریف برای کلاس‌های محض خوش ترتیب کار نمی‌کند). یک مجموعه خوش ترتیب مجموعه ای با رابطه> است چنان‌که:
- (تثلیث) برای هر دو عنصر x و y دقیقاً یکی از این گزاره‌ها درست باشد:
  - x>y
  - x=y
  - y>x
- (تعدی) برای هر سه عنصر x, y, z اگر x>y و y>z باشد آنگاه x>z.
- (خوش-بنیانی) هر زیر مجموعه ناتهی دارای کوچک‌ترین عنصر است، یعنی عنصری چون x دارد چنان‌که هیچ عنصر دیگری چون y در زیر مجموعه وجود ندارد که x>y.

دو مجموعه خوش-ترتیب دارای یک سنخ ترتیبی است اگر و تنها اگر تناظر دو سویه از یک مجموعه به دیگری وجود داشته باشد که رابطه اولین مجموعه را به رابطه مجموعه دوم تبدیل کند.
در حالی که اعداد ترتیبی برای مرتب‌سازی اشیاء یک گردایه مفید اسند، آن‌ها متمایز از اعداد اصلی (کاردینال) اند. اعداد اصلی برای گزارش تعداد اشیاء یک گردایه به کار می‌روند. گرچه که تمایز بین اعداد ترتیبی و اصلی در مجموعه‌های متناهی همیشه مشهود نیست، اعداد ترتیبی نامتناهی مختلفی را می‌توان برای توصیف مجموعه ای با یک عدد اصلی به کار برد. اعداد ترتیبی هم مثل انواع دیگر اعداد می‌توان جمع، ضرب کرد یا به توان رسانید، گرچه که هیچ‌کدام از این عملیات برای اعداد ترتیبی جابجاپذیر نیستند.
اعداد ترتیبی توسط جورج کانتور در ۱۸۸۳، برای تطبیق با دنباله‌های متناهی و همچنین دسته‌بندی مجموعه‌های مشتق شده، که قبلاً در ۱۸۷۲ هنگام مطالعه یکتایی دنباله‌های مثلثاتی معرفی شده بودند، معرفی گشت.